# Narcy (Nièvre)
Narcy ist eine französische Gemeinde mit 467 Einwohnern (Stand: 1. Januar 2022) im Département Nièvre in der Region Bourgogne-Franche-Comté. Sie gehört zum Arrondissement Cosne-Cours-sur-Loire und zum Kanton La Charité-sur-Loire. Die Bewohner werden Narcyssois und Narcyssoises genannt.

## Nachbargemeinden
Narcy liegt etwa 25 Kilometer nordnordwestlich von Nevers am Fluss Mazou und seinem Zufluss Saint-Jean.
Nachbargemeinden von Narcy sind Garchy und Vielmanay im Norden, Nannay im Nordosten, Chasnay im Osten und Nordosten, Murlin im Südosten, Raveau im Süden, Varennes-lès-Narcy im Süden und Südwesten sowie Bulcy im Westen.

## Bevölkerungsentwicklung
| Jahr                       | 1962 | 1968 | 1975 | 1982 | 1990 | 1999 | 2006 | 2011 | 2016 |
| Einwohner                  | 592  | 620  | 583  | 575  | 539  | 490  | 494  | 552  | 531  |
| Quellen: Cassini und INSEE |      |      |      |      |      |      |      |      |      |

## Sehenswürdigkeiten
- Kirche Saint-Marcel
- Eisenhütte von Marteauneuf aus dem 17. Jahrhundert

## Weblinks

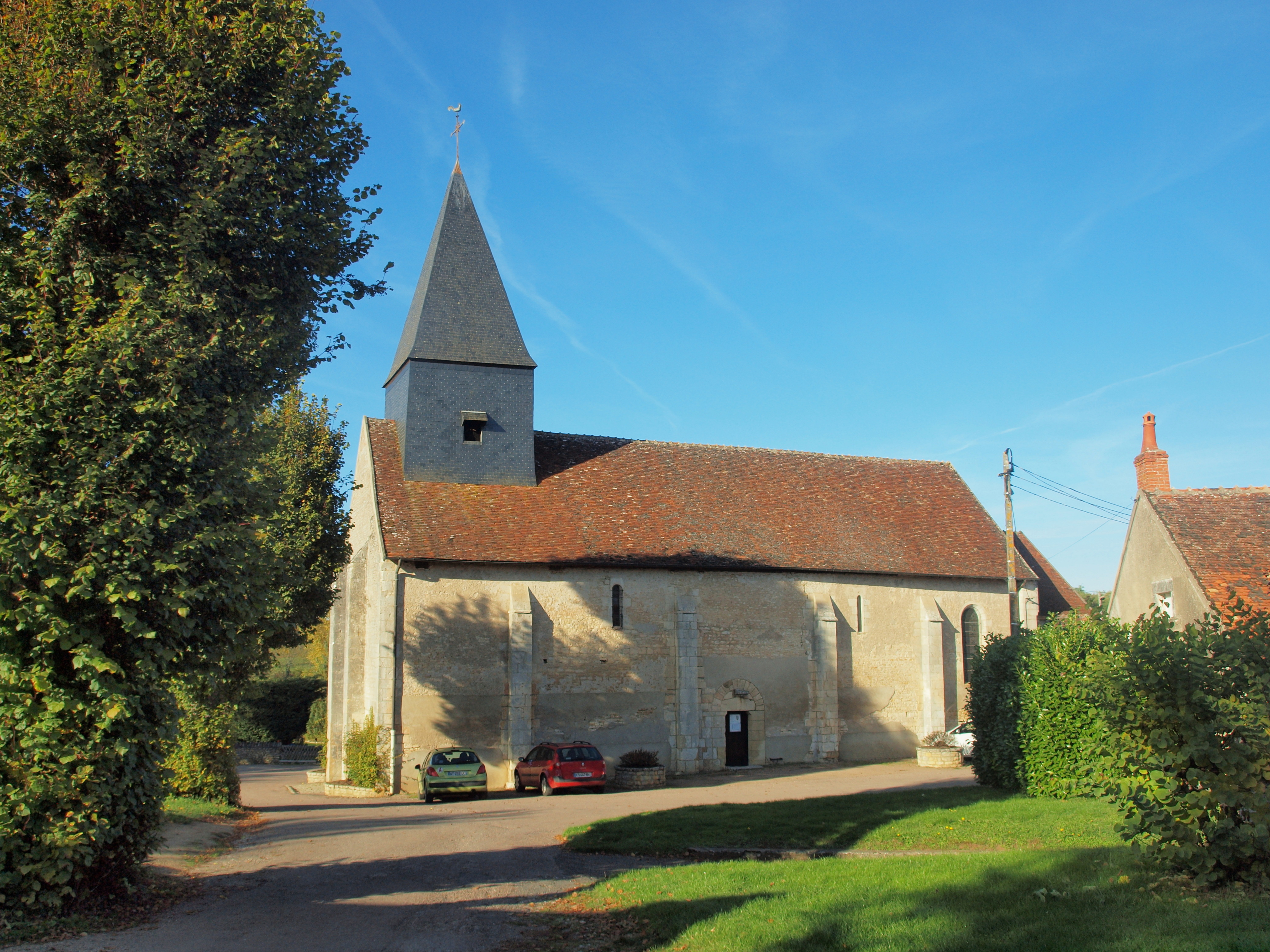
Kirche Saint-Marcel